# Застава Француске
Застава Француске је тробојка, са три једнака вертикална поља (гледајући од јарбола) плаве, беле и црвене боје. Дуги низ година коришћена је пропорција поља 30:33:37, а ту верзију и даље користи француска морнарица. 
Тачно порекло тробојке није утврђено, али највероватније је да је настала комбинацијом боја града Париза (црвеном и плавом) и бојом француске монархије - белом. Претпоставља се да је комбинација настала почетком Француске револуције.
Француска тробојка утицала је на формирање низа застава у свету.
У "многим селима" срезова андријевичког, беранског и колашинског пре Другог светског рата, истоветна застава се користила као "стара сватовска застава".

## Историјске заставе
- Застава Француске (1790–1794)
- Застава Француске (1794–1814) и (1830–1958)
- Застава Француске (1814–1830)
- Застава Француске од 24. фебруара до 5. марта 1848.
- Застава Француске (1958–1976)